# Етнички Муслимани у Црној Гори
Етнички Муслимани у Црној Гори су становници Црне Горе који се у етничком смислу изјашњавају као припадници муслиманског народа. Према попису становништва из 2011. године, на подручју Црне Горе живи 20,537 етничких Муслимана, што чини 3,31% од укупног броја становника те државе. Најзначајнија културно-просветна организација етничких Муслимана у Црној Гори је Матица муслиманска Црне Горе. Као призната етничка мањина, представљени су путем Савета Муслимана Црне Горе.
Етнички Муслимани у Црној Гори сматрају се делом муслиманског народа као посебног јужнословенског народа који је као такав добио признање у бившој Социјалистичкој Федеративној Републици Југославији, а самим тим и у тадашњој Социјалистичкој Републици Црној Гори.

## Историја
За време постојања бивше СФРЈ, већина муслиманског народа, укључујући и припаднике тог народа у тадашњој југословенској федералној јединици Црној Гори, била је југословенски оријентисана. Међутим, у раздобљу између 1990. и 1992. године дошло је до општег успона национализма, чиме је дат замах сепаратистичким тенденцијама у односу на Југославију као заједничку државу свих њених народа.
Ова политика је била праћена појавом етничког бошњаштва, које је тежило да све југословенске Муслимане, без обзира на њихово порекло, претвори у етничке Бошњаке. На референдуму о независности Босне и Херцеговине који је одржан почетком 1992. године, велика већина босанско-херцеговачких Муслимана определила се за отцепљење Босне и Херцеговине од Југославије, што је довело до политичког цепања муслиманског народа у виду државног одвајања босанско-херцеговачких Муслимана од преосталих југословенских Муслимана у Црној Гори и Србији (СР Југославија).
Додатни корак ка разбијању јединства муслиманског народа учињен је 1993. године на Првом бошњачком сабору у Сарајеву, када је одлучено да се дотадашњи југословенски Муслимани преименују у етничке Бошњаке, чиме је том старинском регионалном називу за становнике Босне дато ново етничко значење. Ова одлука изазвала је бројне недоумице, како међу Муслиманима у Херцеговини, који се никада (чак ни у регионалном смислу) нису сматрали Бошњацима, тако и међу Муслиманима у Црној Гори и Србији, што је током наредних година довело до нових спорова и трајних подела.
Политика интегралног бошњаштва, која је тежила да све југословенске Муслимане, без обзира на њихово порекло, претвори у етничке Бошњаке, довела је до поделе међу етничким Муслиманима у Црној Гори. Упркос тенденцијама у виду бошњачења, односно превођења у бошњачки етнички корпус, велики део етничких Муслимана у Црној Гори је задржао своју народну посебност и своје традиционално име. Успротививши се наметању бошњаштва, председник Матице муслиманске у Црној Гори, др Авдул Курпејовић је 2014. године нагласио да се "великобошњачки националистички, исламски асимилаторски програм" темељи на Исламској декларацији Алије Изетбеговића.

## Савремено стање
Према претходном попису становништва из 2003. године, у Црној Гори је било 24.625 етничких Муслимана, што је чинило 3,97% од укупног броја становника те државе. Наредни попис становништва из 2011. године је показао да се укупан број етничких Муслимана донекле смањио, тако да је у Црној Гори забележено укупно 20,537 припадника муслиманског народа, што чини 3,31% од укупног броја становника те државе. У преамбули садашњег Устава Црне Горе из 2007. године, међу народима и мањинама изричито су поменути и Муслимани.